# Casa Alford–Nielson
La casa Alford-Nielson es una casa histórica ubicada en 1299 Main Street, en Ferndale (California), Estados Unidos. Es el único ejemplo de la arquitectura victoriana francesa del Segundo Imperio en Ferndale.
Figura en el Registro Nacional de Lugares Históricos desde 1986.

## Historia
En 1874, James E. Brown construyó lo que ahora es la parte trasera de esta casa, en el actual distrito histórico de Main Street. William B. Alford (1851-1921), un farmacéutico local que da nombre a la residencia, llegó al condado de Humboldt a los 21 años en 1872 y se mudó a Ferndale en 1875, donde fue dueño de una farmacia junto con su hermano Frank A. Alford, inmediatamente contigua a la antigua ubicación de la casa. El doctor Alford se casó con Mary Richmond en San José (California), en 1877; el edificio frontal de estilo francés del Segundo Imperio se agregó en el mismo año.
En junio de 1893, la propiedad fue comprada por el comerciante de muebles H.J. Mueller (1864-1900). Seis meses después, los Alford se mudaron y la familia Mueller se instaló allí. Los Mueller ampliaron la edificación en febrero de 1896. Ed Mowry compró la propiedad y los muebles en agosto de 1903 y los Mueller se mudaron a Livermore, California.
El siguiente propietario, Maurice Nielson, vivió allí cincuenta y cinco años hasta 1977. Fue uno de los promotores de las operaciones modernas de lechería en el condado de Humboldt. Neilson fue seguido por una pareja que comenzó y terminó una restauración de siete años y después la vendió a Tom y Maura Eastman, quienes solicitaron que se agregara al Registro Nacional de Lugares Históricos. La solicitud fue aceptada a los 112 años, el 23 de enero de 1986.
La casa sufrió daños significativos y se desplomó en los terremotos de Cape Mendocino de 1992, pero fue restaurada.